# Les ànimes mortes
Les ànimes mortes (rus: Мёртвые души, Miórtvie duixi) és una obra mestra del segle xix de la literatura russa, escrita per l'escriptor rus d'origen ucraïnès Nikolai Gógol i publicada el 1842. Gógol la va definir com un poema èpic en prosa.
Té certes similituds amb El Quixot, ja que el protagonista Txítxikov juntament amb el seu cotxer i un criat emprenen viatge en el seu troica pels amplis territoris de la vasta Rússia aturant-se a ciutats i pobles amb la intenció de comprar ànimes, ànimes mortes.
A l'Imperi Rus abans de l'emancipació dels serfs l'any 1861, els propietaris tenien dret a posseir servents per conrear les seves terres. Els serfs eren per a la majoria dels propòsits considerats propietat del terratinent, i podria ser comprats, venuts o hipotecats en contra, com un bé. Per comptar els serfs (i persones en general), s'utilitzava la paraula "ànima": per exemple, "sis ànimes de serfs". La trama de la novel·la es recolza en les "ànimes mortes" (és a dir, "serfs morts") que s'inscriuen en els registres de la propietat. En un altre nivell, el títol fa referència a les "ànimes mortes" dels personatges de Gógol, la qual cosa fa visualitzar diferents aspectes de la póixlost (paraula russa, potser més traduïda com "banalitat" o "vulgaritat", moral i espiritual, amb matisos de pretensions de classe mitjana, la significació falsa, i el filisteisme).
La primera part de la novel·la estava destinada a representar els inferns de la moderna Divina Comèdia. Gógol mostra als seus lectors una visió d'un sistema en crisi social com Rússia després de la guerra de 1812. Igual que en molts dels contes de Gógol, la crítica social de Les ànimes mortes es narra principalment a través de la sàtira hilarant. A diferència dels contes curts, "Ànimes Mortes" té la intenció d'oferir solucions més que problemes.
En els seus estudis de Gógol, Andrei Beli, Sviatopolk-Mirski, Vladímir Nabókov, i altres crítics modernistes rebutgen l'opinió generalitzada de veure Les ànimes mortes com una obra reformista o satírica. Per exemple, Nabókov considera la trama com una cosa sense importància d'un gran escriptor, de qui les obres vorejaven l'irracional i la prosa d'estil combinava un poder descriptiu magnífic amb un menyspreu pels clixés novel·lescos. Txítxikov mostra una podridura moral del més extraordinari, amb la idea de comprar i vendre ànimes dels morts, que sembla ridícula, juntament amb l'ambient provincià de la novel·la com a teló de fons.

## Sinopsi
El llibre primer de la història narra les aventures de Txítxikov, un cavaller de mitjana classe social i posició. Txítxikov arriba a un poble petit i ràpidament tracta de fer-se un bon nom per impressionar als molts funcionaris menors de la ciutat. Malgrat els seus limitats fons, mostra una ostentació de riquesa i poder, que li servirà per guanyar els contactes i influències que necessitarà per al seu futur pla. Ell també espera guanyar-se la gent del poble perquè pugui dur a terme més fàcilment el seu estrany i misteriós pla d'adquirir "ànimes mortes".
El cobrament d'impostos als terratinents està basat en el nombre de serfs (o "ànimes"), que el propietari tenia en els seus registres. Aquests registres eren realitzats mitjançant un cens, però els censos realitzats en aquest període eren poc freqüents i estaven desactualitzats. Quan arribava la recaptació d'impostos els propietaris de terres sovint es troben en l'obligació de pagar pels serfs que ja no vivien, amb el que estaven pagant per "ànimes mortes". Txítxikov busca comprar aquestes ànimes mortes a la gent en els pobles que visita; ell simplement li diu als venedors potencials que té un ús per a ells i que la seva venda alliberaria als actuals propietaris d'una pressió fiscal innecessària.
La gent del poble amb què es troba Txítxikov són caricaturitzades grotescament, no són estereotips plans. Cada un és neuròticament individual, que combina les falles oficials que normalment satiritza Gógol (l'avarícia, la corrupció, la paranoia), amb un curiós conjunt de capricis personals. D'altra banda, tot a la casa sembla reflectir el caràcter del seu amo: per exemple, cada peça de mobiliari a la casa de Sobakévitx es descriu com una versió en miniatura del seu propietari.
La missió macabra de Txítxikov d'adquirir "ànimes mortes" és en realitat una complicada trama per inflar la seva posició social. Té l'esperança de recollir els drets de propietat legal dels servents morts com una forma d'inflar la seva aparent riquesa i poder. Quan adquireixi suficient ànimes dels morts, el govern central, segons la quantitat de "serfs" que tingui, li adjudicarà terres amb el que es retirarà a una granja i aconseguirà obtenir un  préstec enorme per ells, aconseguint l'adquisició de la gran riquesa que ell desitjava.
Txítxikov pressuposa que els provincians ignorants estaran més que disposats a donar "ànimes mortes" a canvi d'un pagament simbòlic. Aconsegueix adquirir unes 400 ànimes de les hisendes circumdants, i torna a la ciutat per registrar legalment les transaccions. És tractat com un príncep entre els funcionaris d'estar per casa i es realitza una celebració en honor de les seves compres. No obstant això, l'embogit Nozdriov i una vella cobdiciosa complicaran la situació.

## Traduccions al català
- Les ànimes mortes, Nikolai V. Gógol; traducció de Josep M. Güell. Barcelona: Edicions 62, 1984 1a ed. dins MOLU ISBN 8429721061
- Les ànimes mortes, Gógol, Nikolai V. Traducció de Josep Maria Güell. Marbot Ediciones. Barcelona, 2012 ISBN 978-84-92728-31-2 disponible en línia aquí
- Ànimes mortes, Nikolai Gógol; traducció d'Arnau Barios. Barcelona: La Casa dels Clàssics, 2024. Col·lecció «Bernat Metge Universal».